# Notturna
Notturna è un singolo del cantautore italiano Enrico Nigiotti, pubblicato il 10 maggio 2019.

## Composizione
Il brano, scritto dallo stesso Nigiotti, racconta le emozioni di una notte di passione. Il cantautore parlando del brano ha dichiarato:

## Videoclip
Il videoclip che accompagna il brano è stato diretto da Fabrizio Cestari. Il video con tematiche LGBT è ambientato in un bagno di un locale notturno dove persone entrano ed escono dando libero sfogo ai propri istinti.

## Tracce
Download digitale
1. Notturna – 2:53